# Предграђе (филм из 1972)
„Предграђе” је југословенски кратки ТВ филм из 1972. године. Режирао га је Лордан Зафрановић који је написао и сценарио.

## Улоге
| Глумац         | Улога |
| -------------- | ----- |
| Борис Бизетић  |       |
| Радмило Ћурчић |       |
| Борис Дворник  |       |
| Пина Жупановић |       |